# زویار
زویار یکی از روستاهای استان قزوین -شهرستان قزوین -بخش مرکزی می‌باشد.
که در شمال غربی شهر قزوین و در ۵ کیلومتری جاده قزوین-رشت، دو کیلومتر بالاتر از ناصر آباد واقع شده‌است. این روستا از غرب با روستای همت‌آباد، شرق با شهر قزوین و جنوب با ناصر آباد و شمال با روستای اُروس آباد همسایه می‌باشد.

## جمعیت
در حال حاضر حدود ۲۵۰ خانوار و ۱۱۰۰ نفر جمعیت دارد.

## محصولات کشاورزی
گندم، عدس، جو، گوجه، لوبیا، هندوانه دیم و خیار چنبر بوده همچنین گردو و بادام، انگور و … از دیگر محصولات این روستا می‌باشد. این روستا دارای دو قنات از قبل بوده که برای آبیاری و در قدیم برای مصرف آشامیدنی استفاده می‌شده‌است.
شغل اهالی؛
بیشتر به صورت سنتی کشاورزی و دامپروری و رانندگی بوده ولی در نسل جدید بیشتر به شغلهای اداری و آزاد، بازرگانی و صنعت روی آورده‌اند .